# Diego Pescador
Pour les articles homonymes, voir Pescador.
Pescador  Castro est un nom espagnol. Le premier nom de famille, en général paternel, est Pescador ; le second, en général maternel, souvent omis, est Castro.
Diego Pescador Castro, né le 21 décembre 2004 à Quimbaya, est un coureur cycliste colombien.

## Biographie
Diego Pescador est originaire de Quimbaya, une municipalité située dans le département du Quindío. Il commence le sport par l'athlétisme. Coureur à pied, il remporte diverses courses nationales. Il participe également à divers Jeux intercollégiaux et nationaux. Mais son existence bascule lorsque son père lui fait découvrir le cyclisme, alors qu'il est âgé de douze ans. Après un certain temps d'adaptation, il abandonne les pistes d'athlétisme vers ses quatorze ans pour prendre une licence dans club de vélo de Circasia. Il se rend ensuite à Pereira pour poursuivre sa carrière au sein de la Ligue de Risaralda, dotée d'infrastructures plus solides. Durant cette période, il bénéficie du soutien constant de ses parents, qui organisent des tombolas ainsi que des ventes de cochons de lait pour subvenir à ses besoins,,.
Chez les juniors, il obtient de bons résultats dans des courses par étapes colombiennes. En 2022, il participe à ses premières compétitions en Europe avec sa sélection nationale. On le retrouve notamment au départ du Giro della Lunigiana, où il se classe neuvième d'une étape. Il représente par ailleurs son pays natal aux championnats du monde juniors, qui ont lieu en Australie. 
En 2023, il intègre l'équipe continentale GW Shimano-Sidermec, dirigée par Gianni Savio et composée en majorité de jeunes colombiens. Bon grimpeur, il se distingue dans son pays natal en devenant le plus jeune vainqueur de la Vuelta a Antioquia, face aux meilleurs cyclistes locaux. Il finit aussi cinquième du Clásico RCN, tout en ayant remporté une étape. La même année, il se classe onzième et meilleur jeune du Tour de Colombie. Il est également dix-septième du Tour de l'Avenir, après avoir terminé dans le top dix des trois dernières étapes de montagne.
Lors de la saison 2024, il confirme ses aptitudes dans les courses escarpées en terminant deuxième de la version espoir du Tour de Colombie, avec le gain d'une étape. Sur le territoire européen, il est deuxième du Gran Premio Palio del Recioto, troisième du Trofeo Piva et surtout septième du Tour de l'Avenir.

## Palmarès et résultats

### Palmarès par année
- 2021
  - 3e étape de la Vuelta del Porvenir
  - Clásica Ciudad de Soacha Juniors
  - 3e de la Vuelta del Porvenir
- 2022
  - 3e de la Clásica Rubén Darío Gómez Juniors
- 2023
  - Vuelta a Antioquia
  - 8e étape du Clásico RCN
- 2024
  - 2e étape de la Vuelta de la Juventud
  - 2e du Gran Premio Palio del Recioto
  - 2e de la Vuelta de la Juventud
  - 3e du Trofeo Piva

### Classements mondiaux
| Année                                 | 2023  | 2024 |
| ------------------------------------- | ----- | ---- |
| Classement mondial                    | 2671e | 765e |
| UCI America Tour                      | 478e  | 90e  |
|                                       |       |      |
| Légende : nc = non classéSource : UCI |       |      |